# Роша Коэльо, Диего
Дие́го Ро́ша Коэ́льо (порт.-браз. Dyego Rocha Coelho; 22 марта 1983, Сан-Паулу) — бразильский футболист, защитник, тренер.

## Карьера

### В клубах
До 2003 года Диего выступал в молодёжной команде «Коринтианса», затем стал привлекаться к основному составу. В 2007 был отдан в аренду на два сезона в «Атлетико Минейро». За пару лет он сыграл 55 матчей и забил 10 голов. В сентябре того года Диего грубо сыграл против Керлона, когда тот выполнял свой фирменный трюк — жонглирование мяча головой. Коэльо получил красную карточку и был дисквалифицировал на 120 дней, однако после апелляции срок был заменён на 5 матчей. На сезон 2008/09 Коэльо арендовала «Болонья». В Серии A он провёл 13 матчей, часто выходя на замену и 3 матча сыграл в Кубке Италии, забив один гол. В 2009 на правах свободного агента Диего вернулся в «Атлетико Минейро», но сыграл лишь 10 матчей и в июне 2010-го расторг контракт с клубом. С января по июль 2011 года Коэльо играл в Турции за «Карабюкспор». Затем был игроком «Баии», но не сыграл за команду ни одного матча. В феврале 2013-го перешёл в «Гуаратингету».

### В сборных
За национальную сборную Бразилии Коэльо сыграл один матч, 27 июля 2003 года в финале Золотого кубка КОНКАКАФ он заменил Адриано. Бразильцы проиграли и стали серебряными призёрами Кубка.
В конце того же года Диего отправился на молодёжный чемпионат мира. Он сыграл два матча в группе против команд Чехии и Австралии. Сборная Бразилии выиграла этот турнир.

## Достижения
«Коринтианс»
- Чемпион Бразилии: 2005

«Атлетико Минейро»
- Чемпион штата Минас-Жерайс (2): 2007, 2010

«Баия»
- Чемпион штата Баия: 2012